# Eh, cumpari!
Eh, cumpari! è una canzone popolare calabro-siciliana  di autore sconosciuto, che fu incisa negli Stati Uniti d'America con l'adattamento dell'arrangiatore e direttore d'orchestra Archie Bleyer nel 1953 e cantato dal cantante Julius La Rosa.

## Cinema
La canzone fa parte della colonna sonora del film “Il padrino - Parte III” canta da Talia Shire nel ruolo di Connie Corleone. 

## Citazioni
La canzone è citata nel brano musicale dei Chicago Saturday in the Park (1972)